# Mimanuga
Mimanuga é um gênero de traça pertencente à família Arctiidae.